# Fresh Logistics Polska
Fresh Logistics Polska Sp. z o.o. – spółka holenderskiej Grupy Raben założona w 2002 roku.

## Działalność
Specjalizuje się w obsłudze logistycznej produktów świeżych (wymagających kontrolowanej temperatury od +2 do +6 °C w całym łańcuchu logistycznym) oraz ultra świeżych (wymagających temperatur od 0 do 2 °C). Oferta spółki kierowana jest do lokalnych producentów, importerów oraz międzynarodowych koncernów produkujących na większą skalę produkty świeże.
Przedsiębiorstwo posiada w Polsce 8 oddziałów. Centra dystrybucyjne znajdują się w: Gądkach, Gliwicach, Grodzisku Mazowieckim, Wojanowie, Szczecinie, Wrocławiu, Lublinie i Łomży. Zatrudnia ponad 700 pracowników oraz dysponuje ponad 55 tys. mkw. powierzchni magazynowej z kontrolowaną temperaturą. Flota spółki obejmuje ponad 550 środków transportu. Fresh Logistics posiada certyfikaty ISO 9001, ISO 22000 (HACCP) oraz ISO 14001.
Dla produktów wymagających kontrolowanej temperatury od 0 do 2 °C firma wprowadziła usługę o nazwie Ultra Fresh. Ze względu na bardzo krótki termin przydatności do spożycia przewożonych towarów, zarówno dostawy, jak i odbiory realizowane są 7 dni w tygodniu. Wśród przewożonych produktów znajdują się: świeże ryby, drób oraz mięso w opakowaniach typu MAP.
W rankingu najcenniejszych polskich przedsiębiorstw Instytutu Europejskiego Biznesu wartość rynkowa spółki została w 2020 r. wyceniona na 1,237 mld zł.

### Kalendarium
- 2002 – powstanie spółki Fresh Logistics
- 2007 – powstaje piąty oddział spółki we Wrocławiu
- 2008 – otwarcie oddziału w Łomży
- 2010 – otwarcie nowego obiektu w Straszynie
- 2010 – wyróżnienie Diamenty Forbesa
- 2012 – uzyskanie ukraińskiego numeru weterynaryjnego dopuszczającego do eksportu na tamten rynek
- 2013 – przystąpienie do European Food Network
- 2020 – przeniesienie oddziału straszyńskiego do Wojanowa

## Wyróżnienia
- 2005 – Fresh Logistics otrzymuje w Badaniu Operator Logistyczny Roku wyróżnienie za „serwis opakowań zwrotnych”
- 2010 – „diamentowy fresh” wyróżnienie Diamenty Forbesa – dla spółki Fresh Logistics